# Turano Lodigiano
Turano Lodigiano ist eine Gemeinde mit 1518 Einwohnern (Stand 31. Dezember 2023) in der Provinz Lodi in der italienischen Region Lombardei.

## Ortsteile
Im Gemeindegebiet liegen neben dem Hauptort die Fraktion Melegnanello sowie die Wohnplätze Cascina delle Donne, Mairaga und Molino Terrenzano.